# La cucaracha (film)
La cucaracha (titlul original: în spaniolă La cucaracha, în română gândacul de bucătărie) este un film dramatic mexican, realizat în 1959 de regizorul Ismael Rodríguez, protagoniști fiind actorii María Félix, Dolores del Río, Emilio Fernández și Pedro Armendáriz.
Filmul a fost selectat la Festivalul de Film de la Cannes din 1959.
În iulie 1994, filmul a fost inclus în lista stabilită de revista Somos a celor mai bune 100 de filme mexicane din toate timpurile.

## Rezumat
În zorii Revoluției mexicane, undeva în nordul Mexicului, înfrânt și aproape fără trupe, colonelul Antonio Zeta din armata revoluționară a lui Pancho Villa ajunge în localitatea Conejos. Aici o cunoaște o femeie pe care toată lumea o numea La cucaracha. Aceasta este o femeie soldat, dură și hotărâtă, cu temperament fierbinte (numele ei referindu-se la celebrul cântec, „La cucaracha”), despre care se zvonește că ar fi avut aventuri cu mai mulți bărbați.
Deoarece colonelul Zeta primește ordin de la Villa să ocupe orașul San Blas din apropiere, dar cum ei nu au destui oameni, recrutează cu forță toți bărbații apți de război din Conejos, inclusiv pe profesorul Puente a cărui soție Isabel se roagă în zadar să nu îl ia. Trupele reușesc să captureze orașul, dar mulți oameni mor, printre care și profesorul, așa că Isabel urmează armata, tristă și închisă în sine.
Curând între colonelul Zeta și La Cucaracha se înfiripă o dragoste, dar la început ea nu o arată, refuzându-l pe colonel când acesta îi aduce flori și cadouri. Nu după mult timp se pare totuși că sunt un cuplu fericit. Dar colonelul are cuvinte bune și pentru Isabel, el încercând să o înveselească pe femeia tristă, dar La Cucaracha văzând asta, devine imediat geloasă. Între cele două începe o adevărată bătălie de certuri și insulte. După un timp, La Cucaracha se satură și părăsește armata. Se consolează cu faptul că simțind că bărbatul pe care îl iubește nu mai este al ei, mai are ceva de la el pe care nimeni nu i-l poate lua, anume copilul pe care îl așteaptă.
O întâlnește încă o dată pe Isabel, moment în care are loc chiar o luptă între ele. Armata pleacă cu Isabel dar fără La Cucaracha, în direcția Zacatecas, unde se așteaptă să aibă loc o bătălie decisivă. Nu la mult timp  se va naște copilul, dar mama lui află că Zeta a murit în acea bătălie victorioasă.

## Distribuție
- María Félix – „La cucaracha”
- Dolores del Río – Isabel Puente
- Emilio Fernández – colonelul Antonio Zeta (vocea doblată de Narciso Busquets)
- Pedro Armendáriz – colonelul Valentín Razo
- Ignacio López Tarso – Trinidad
- Antonio Aguilar – căpitanul Ventura
- Flor Silvestre – Lola
- Cuco Sánchez – soldatul cântăreț
- Lupe Carriles – „Trompeta”
- Emma Roldán – moașa
- Miguel Manzano – Don Gabriel Puente
- David Reynoso – colonelul Zúñiga
- Tito Novaro – Jacobo Méndez
- Alicia del Lago – femeia soldat însărcinată
- Humberto Almazán – un soldat
- Irma Torres – femeia soldat
- Antonio Haro Oliva – Cura
- Manuel Trejo Morales – maiorul

## Premii și nominalizări
- Filmul La cucaracha a fost nominalizat în 1959 pentru Palme d'Or pentru cel mai bun film.